# Crazy for You (píseň, Madonna)
„Crazy for You“ je popová skladba americké zpěvačky a skladatelky Madonny ze soundtracku k filmu Hledání vidiny (Vision Quest). Rozhodnutí přizvat Madonnu k nahrávání učinili producenti snímku Jon Peters a Peter Guber, společně s hudebním režisérem Philem Ramonem, na základě její předešlé práce. Producentem se stal John Benitez. Skladba se objevila v remixové podobě na kompilaci z roku 1990 nazvané The Immaculate Collection a opět v původní verzi byla vydána Sire Records 24. února 1991. Zahrnovala ji také kompilační nahrávka balad Something to Remember (1995) a největších hitů Celebration (2009).
Píseň byla vydána 2. března 1985 labelem Geffen Records jako debutový singl alba. Pro zpěvačku se jednalo o novou zkušenost, když do té doby neuvolnila v podobě singlu žádnou baladu. Po přečtení scénáře ji napsali John Bettis a Jon Lind na situaci, při níž se hlavní postavy střetnou a tančí v nočním klubu. Příběh vypráví o sexuální touze milenců a obsahuje narážky. „Crazy for You“ byla zařazena na koncertní turné The Virgin Tour (1985), Re-Invention World Tour (2004) a na manilském vystoupení Rebel Heart Tour (2016).
Od hudebních kritiků skladba obdržela kladné recenze a v roce 1986 umělkyni přinesla první nominaci na Cenu Grammy v kategorii nejlepší výkon popové zpěvačky. V hitparádě Billboard Hot 100 se stala jejím druhým číslem jedna, když vystřídala „We Are the World“, a na vrchol vystoupala také v Kanadě a Austrálii. Druhá příčka jí patřila ve Spojeném království, Irsku a na Novém Zélandu. Na žebříčku sta nejlepších zamilovaných hitů stanice VH1 obsadila 38. místo.

## Formáty a seznam skladeb
- 7" singl (USA)

1. „Crazy for You“ – 4:04

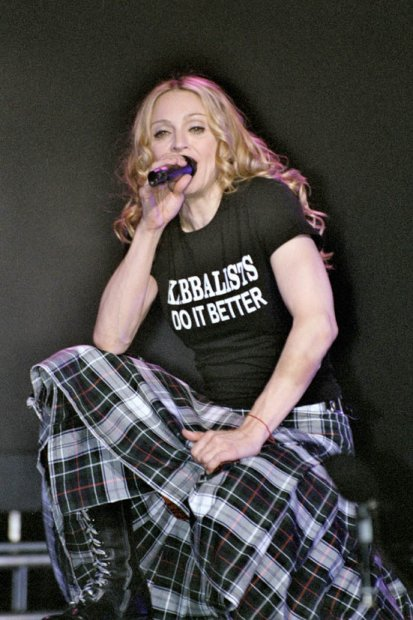
Madonna pri interpretaci „Crazy for You“ v kiltu během závěrečného skotského segmentu turné Re-Invention World Tour, pařížský koncert 2004

2. „No More Words“ (Berlin) – 3:54

- 7" promo singl (USA)

1. „Crazy for You“ – 4:04
2. „Gambler“ – 3:54

- 12" singl (Nizozemsko)

1. „Crazy for You“ – 4:04
2. „I'll Fall in Love Again“ (Sammy Hagar) – 4:11
3. „Only the Young“ (Journey) – 4:01

- 7" singl (Spojené království, 1985)

1. „Crazy for You“ – 4:00
2. „I'll Fall in Love Again“ (Sammy Hagar) – 4:11

- 7" singl/kazeta (Spojené království, 1991)

1. „Crazy for You“ (remix) – 3:45
2. „Keep It Together“ (singlový remix Shep Pettibone) – 4:30

- 12" singl/CD maxi-singl (Spojené království, 1991)

1. „Crazy for You“ (remix) – 3:45
2. „Keep It Together“ (remix Shep Pettibone) – 7:45
3. „Into the Groove“ (remix Shep Pettibone) – 8:06

## Obsazení
- Madonna – sólový a doprovodný zpěv
- John Bettis – autor
- Jon Lind – autor
- John Benitez – nahrávací producent
- Rob Mounsey – hudební aranžmá
- Greg Fulginiti – mastering

## Hitparády a certifikace
| Hitparáda (1985)                  | vrchol |
| --------------------------------- | ------ |
| Austrálie (Kent Music Report)     | 1.     |
| Belgie (VRT Top 30)               | 13.    |
| Kanada                            | 1.     |
| Eurochart Hot 100 (Billboard)     | 6.     |
| Francie                           | 47.    |
| Německo                           | 26.    |
| Irsko                             | 2.     |
| Itálie (FIMI)                     | 15.    |
| Japonsko (Oricon)                 | 4.     |
| Nizozemsko 40                     | 9.     |
| Nizozemsko 100                    | 11.    |
| Nový Zéland                       | 2.     |
| Rakousko                          | 23.    |
| Španělsko (PROMUSICAE)            | 17.    |
| Švédsko                           | 13.    |
| Švýcarsko                         | 16.    |
| UK Singles                        | 2.     |
| US Billboard Hot 100              | 1.     |
| US Adult Contemporary (Billboard) | 2.     |
| US Dance Club Songs (Billboard)   | 80.    |

| Hitparáda (1985)                     | pozice |
| ------------------------------------ | ------ |
| Austrálie (ARIA)                     | 3.     |
| Kanada (RPM)                         | 7.     |
| Itálie (FIMI)                        | 59.    |
| Nizozemsko (Single Top 100)          | 58.    |
| Nový Zéland (Recorded Music NZ)      | 3.     |
| UK Singles (Official Charts Company) | 18.    |
| US Billboard Hot 100                 | 9.     |

### Certifikace
| Stát               | certifikace | prodejnost |
| ------------------ | ----------- | ---------- |
| Spojené království | zlatá deska | 775 000    |
| Spojené státy      | zlatá deska | 1 000 000  |
| Digitální stažení  |             |            |
| Spojené státy      |             | 211 000    |